# Aleks Grozdanov
Aleks Grozdanov (in bulgaro Алекс Грозданов?; Sofia, 28 marzo 1998) è un pallavolista bulgaro, centrale dell'LKPS.

## Palmarès

### Club
- Campionato belga: 1

2018-19
- Coppa di Bulgaria: 1

2016-17
- Coppa CEV: 1

2021-22
- Challenge Cup: 1

2024-25

### Nazionale (competizioni minori)
- Memorial Hubert Wagner 2016